# L'Âme sœur (film, 1985)
Pour l’article homonyme, voir L'Âme sœur.
Pour plus de détails, voir Fiche technique et Distribution.
L'Âme sœur (titre original : Höhenfeuer) est un film suisse de langue allemande réalisé par Fredi M. Murer, sorti en 1985. Le film est restauré et est ressorti au cinéma en décembre 2022.

## Synopsis
Un couple et leurs deux enfants vivent très isolés dans une ferme en haute montagne. Le père travaille dur. La mère mélancolique se réfugie dans la prière. Du coup, c'est la fille qui materne et éduque le fils sourd-muet : elle lui apprend, entre autres, à lire et à écrire. Entre le frère et la sœur s'installe une grande tendresse. Devenu adolescent, le fils se heurte de plus en plus à son père et décide de s'enfuir dans la montagne aride. Très inquiète, sa sœur le rejoint avec de la nourriture. Seuls, ils deviennent amants. Plus tard, la fille réalise qu'elle est enceinte de son frère. Le père, fou de colère, prend son fusil pour tuer ses enfants incestueux. Le fils se défend. Dans la bagarre, le coup part et le père est mortellement blessé. Devant ce spectacle, la mère a une attaque et meurt également. Après avoir enterré les parents, le nouveau "couple" attend son enfant… dans la maison familiale.

## Fiche technique
- Titre : L'Âme sœur
- Titre original : Höhenfeuer
- Réalisation : Fredi M. Murer
- Scénario : Fredi M. Murer
- Musique : Mario Beretta
- Photographie : Pio Corradi
- Montage : Helena Gerber
- Production : Fredi M. Murer, Bernard Lang
- Pays d'origine : Suisse
- Langue : suisse allemand
- Format : Couleurs - Mono
- Genre : Drame
- Durée : 120 minutes
- Date de sortie : 1985
- Sortie France : 2 avril 1986

## Distribution
- Thomas Nock : le Bouebe, "der Bub"
- Johanna Lier : Belli
- Dorothea Moritz : Mère
- Rolf Illig : Père
- Tilli Breidenbach : Grand-mère
- Jörg Odermatt : Grand-père

## Tournage
Le film a été tourné avec une équipe réduite dans le canton d'Uri.

## Accueil
Le film a réalisé 255 695 entrées en Suisse à sa sortie, ce qui en fait le quatorzième plus grand succès du cinéma suisse.
Les Cahiers du cinéma ont placé le film dans leur top annuel des meilleurs films de l'année 1986.

## Distinctions
- Grand Prix de l’Union de la critique de cinéma
- Léopard d'or au Festival de Locarno de 1985